# Хуцани (Ботошани)
Хуцани (рум. Huțani) насеље је у Румунији у округу Ботошани у општини Владени. Oпштина се налази на надморској висини од 261 m.

## Становништво
Према подацима из 2002. године у насељу је живело 569 становника, од којих су сви румунске националности.